# Olímpio de Trales
Olímpio (em latim: Olympius) foi um bizantino do século VI, nativo de Trales. Era um dos cinco filhos do médico de Estêvão e irmão de Antêmio, Alexandre, Metrodoro e Dióscoro. Embora os detalhes de sua vida sejam desconhecidos, Agátias afirmou que se distinguiu como entendedor do direito e por sua atuação como advogado nos tribunais de justiça.